# I Am Who
I Am Who (стилізується як I am WHO) — другий мініальбом із серії «I am…» південнокорейського гурту Stray Kids. Мініальбом був вийшов на цифрових платформах та фізичних носіях 6 серпня 2018 року. Unveil: [Op. 02: I am WHO] пройшов за день до цього у Grand Peace Palace, університет Кьонхі. За серпень було продано 79,684 фізичних копії.

## Просування

### До релізу
12 липня 2018 року JYP Entertainment опублікували зображення, щодо наступного Unveil гурту Stray Kids Unveil: [Op. 02: I am WHO], дата проведення 5 серпня, 17:00 KST. Місце проведення: Grand Peace Palace (університет Кьонхі).
Список композицій опублікували 23 липня 2018, до нього увійшло сім пісень та бонусна восьма композиція, тільки для фізичної версії альбому.
Інтро, в яких учасники гурту розповідали про створення альбому, були опубліковані 24 липня та 1 серпня 2018 року.
З 24 по 31 липня 2018 були опубліковані фото тизери учасників: командні по троє; індивідуальні у трьох версіях; групові.
1 та 2 серпня з'явилися короткі інструментальні версії усіх композицій з альбому. Перший відео тизер музичного відео до заголовної композиції «My Pace» був опублікований 3 серпня, на наступний день вийшов другий відео тизер.
5 серпня, за день до офіційного релізу альбому, пройшов запланований виступ Stray Kids, з новим альбомом I Am Who в університеті Кьонхі. 6 серпня, окрім релізу альбому, вийшло музичне відео до заголовної композиції «My Pace».
|                                                                                          |                                                                                          | | |                                                                            |                                                                       |                                                                         |
| Публікація трек-листа другого мініальбому I am Who                                       | Публікація відео [INTRO: I am WHO] EP.01                                                 | Публікація командних фото тизерів 3:3:3 (Тип А)                                                                                      | Публікація індивідуальних фото тизерів (Тип А, 3 версії): Бан Чан, Уджин, Лі Ноу                                                                       | Публікація індивідуальних фото тизерів (Тип А, 3 версії): Чанбін, Хьонджин | Публікація індивідуальних фото тизерів (Тип А, 3 версії): Хан, Фелікс | Публікація індивідуальних фото тизерів (Тип А, 3 версії): Синмін, Ай'Ен |
| 23 липня                                                                                 | 24 липня                                                                                 | 25 липня | 26 липня | 27 липня                                                                   | 28 липня                                                              | 29 липня                                                                |
| Публікація групових фото тизерів (Тип А, 3 версії)                                       | Публікація командних фото тизерів 3:3:3 (Тип В) Публікація групових фото тизерів (Тип В) | Публікація коротких інструментальних версій пісень: «Who?», «My Pace», «Voices», «Question» Публікація відео [INTRO: I am WHO] EP.02 | Публікація коротких інструментальних версій пісень: «불면증 (Insomnia)», «M.I.A.», «갑자기 분위기 싸해질 필요 없잖아요 (Awkward Silence)», «Mixtape#2» | Публікація першого відео тизеру до головної композиції «My Pace»           | Публікація другого відео тизеру до головної композиції «My Pace»      | Виступ Stray Kids з новим альбомом Unveil: [Op. 02: I am WHO]           |
| 30 липня                                                                                 | 31 липня                                                                                 | 1 серпня | 2 серпня | 3 серпня                                                                   | 4 серпня                                                              | 5 серпня                                                                |
| Реліз другого мініальбому I am Who Публікація музичного відео до головного треку My Pace |                                                                                          | | |                                                                            |                                                                       |                                                                         |
| 6 серпня                                                                                 |                                                                                          | | |                                                                            |                                                                       |                                                                         |

### Після релізу
На Youtube каналі Stray Kids 12 серпня 2018 було опубліковано відео до композиції «Insomnia» — це Street Ver., знята самими учасниками просто на вулицях міста (знімання відбулося під час їхнього перебування у Штатах). 14, 15 та 19 серпня 2018 були опубліковані відео перформанси до пісень «My Pace», «Voices» та «М. І.А.», відповідно. А 22 серпня вийшло ще одне Street Ver. відео до композиції «Question», яке було зняте у парку, в Сеулі.
Музичне відео до композиції «Awkward Silence» було опубліковано 27 серпня 2018, відео тизер до якої вийшов 24 серпня. 5 вересня на YouTube каналі Stray Kids було опубліковано відео до «Mixtape#2». У відео показані моменти зі студійного запису самого треку, моменти з виступів на сцені, взаємодія між учасниками групи та багато іншого.

## Про альбом
I Am Who  є логічним продовженням попереднього альбому I am NOT. Якщо перший альбом показував думку, що «я не той, ким я є насправді», то другий змушує загадуватися над питаннями «тоді хто я?», «як мені знайти істинного себе?».
«Who?» (укр. «Хто?») — композиція зображає загальну суть альбому, пошук відповіді на запитання «Хто я є?»
«My Pace» (укр. «мій темп») — це пісня жанру хіп-хоп має інтенсивне рок-звучання та сміливе повідомлення «Я піду своїм шляхом». Лірика композиції підкреслює значення що «кожен має свій темп, і нормально йти власним темпом, тому вір у себе». Він втішає та згладжує нервозність і тривогу, які виникають від порівняння себе з іншими.
«Voices» (укр. «голоси») — поп пісня на басовій основі з потужним репом та ліричним вокалом. У ліриці йдеться про голоси, що постійно оточують нас та звучать у наших думках, про ті голоси від яких тьмариться у голові та від яких кожен прагне позбавитися.
«Question» (укр. «питання») — ударні музичні інструменти слугують для створення захопливого ритму та потужного гуку. А лірика розповідає про питання, які ми задаємо собі «кожен день та кожну ніч, як на повторі», питання про те «ким бути?», «як шлях обрати?», «що я хочу робити?» у «голові занадто багато питань».
«불면증 (Insomnia)» (укр. «безсоння») — композиція про стан безсоння, коли лежачи уночі в ліжку «через безліч думок» не вдається заснути.
«M.I.A.» (англ. «missing in action» — укр. «зниклі безвісти») – композиція у жанру R&B в стилі хіп-хоп із невимушеною мелодією та атмосферою, а в ліриці міститься зміст туги за «світлою стороною тебе, яку я знав».
«분위기 싸해질 필요 없잖아요 (Awkward Silence)» (укр. «незграбна тиша») — весела композиція про те що не варто сумувати «краще сміятися зараз, потім буде ніколи» та робити те, що зробить вас щасливими, «не дай бровам насупитися, це не доречно, прямо як незграбна тиша».
«Mixtape#2» — створений на основі композиції «그림자도 빛이 있어야 존재» (укр. «тіні потребують світла, щоб існувати»), яку 3Racha опублікували на SoundCloud (пізніше вони її видалили). Композиція містить в собі історії кожного з учасників, лірику до яких вони писали самі.

## Список композицій та усіх кредитів до них
Кредити до пісень були взяті з сайту MelOn.
| #  | Назва                                                  | Автор слів                              | Автор музики                           | Аранжування               | Тривалість |
| -- | ------------------------------------------------------ | --------------------------------------- | -------------------------------------- | ------------------------- | ---------- |
| 1. | «Who?»                                                 | Уджин Хан (3Racha) Фелікс               | Уджин Хан (3Racha) Фелікс Hong Ji-sang | Hong Ji-sang              | 1:44       |
| 2. | «My Pace»                                              | 3Racha [ c ] J. Y. Park «The Asiansoul» | 3Racha earattack Larmook               | earattack Larmook Gong-do | 3:09       |
| 3. | «Voices»                                               | 3Racha                                  | 3Racha Trippy                          | Бан Чан (3Racha) Trippy   | 3:20       |
| 4. | «Question»                                             | 3Racha                                  | 3Racha HotSauce                        | HotSauce                  | 3:02       |
| 5. | «불면증 (Insomnia)»                                    | 3Racha                                  | 3Racha KZ Space One                    | Space One                 | 3:26       |
| 6. | «M.I.A.»                                               | 3Racha                                  | 3Racha Kim Mung-e                      | Trippy Бан Чан (3Racha)   | 3:30       |
| 7. | «갑자기 분위기 싸해질 필요 없잖아요 (Awkward Silence)» | 3Racha                                  | 3Racha Time                            | Time                      | 3:13       |

I Am Who — бонусна композиція для фізичних версій мініальбому.
| #  | Назва       | Автор слів | Автор музики | Аранжування      | Тривалість |
| -- | ----------- | ---------- | ------------ | ---------------- | ---------- |
| 8. | «Mixtape#2» | Stray Kids | Stray Kids   | Бан Чан (3Racha) | 4:52       |

Запис та управління
- Редагування вокалу
  - Anemone Studio (композиція 2)
  - KWANG SOUND (композиція 5)
- Запис
  - Jisang's Studio (композиція 1)
  - JYPE Studios (композиції 2, 4, 5, 6)
  - The Vibe Studio (композиції 3, 7, 8)
- Зведення
  - Musiclab Busan Studios (композиція 1)
  - Mirrorball Studios, North Hollywood (композиція 2)
  - Studio DDeepKICK (композиція 3)
  - JYPE Studios (композиції 4, 5, 6, 8)
- Освоєння
  - Honey Butter Studio (всі, крім 2 композиції)
  - Becker Mastering, Pasadena, CA (композиція 2)

Особисті
- Бан Чан (3Racha) — лірика, музика, беквокал (всі, крім 1 композиції), аранжування (композиції 3, 6, 8), комп'ютерне програмування (композиції 3, 6, 8), цифрове редагування, бас, клавіатура, програмування на барабанах (композиція 6)
- Чанбін (3Racha) — лірика, музика (всі, крім 1), беквокал (всі, крім 1, 3, 7 композиції)
- Хан (3Racha) — лірика, музика (всі композиції), беквокал (всі, крім 3, 5 композиції)
- Уджин — лірика, музика (композиція 1, 8), беквокал (всі, крім 2 та 6 композиції), програмування на барабанах (композиція 6)
- Лі Ноу — лірика, музика, беквокал (композиція 8)
- Хьонджин –  лірика, музика (композиція 8), беквокал (композиції 5, 8)
- Фелікс — лірика, музика (композиції 1, 8), беквокал (композиції 1, 4, 8)
- Синмін — лірика, музика (композиція 8), беквокал (композиція 4, 7, 8)
- Ай'Ен — лірика, музика (композиція 8), беквокал (композиція 4, 7)
- Hong Ji Sang[23] — музика, аранжування, комп'ютерне програмування, клавіатура, запис (композиція 1)
- J.Y. Park «The Asiansoul»[24] — лірика (композиція 2)
- earattack[25] — музика, аранжування, комп'ютерне програмування, цифрове редагування, беквокал (композиція 2)
- Larmòók — музика, аранжування, комп'ютерне програмування (композиція 2)
- Gongdo — аранжування, комп'ютерне програмування (композиція 2)
- Trippy — музика, аранжування, комп'ютерне програмування, цифрове редагування, бас, синтезатор (композиція 3)
- HotSauce — музика, аранжування, комп'ютерне програмування, гітара, клавіатура, програмування на барабанах (композиція 4)
- KZ — музика, midi програмування, електропіаніно, бас, редагування вокалу, беквокал (композиція 5)
- SPACE ONE — музика, аранжування, midi програмування, фортепіано, бас (композиція 5)
- Lee Seung Han — беквокал (композиція 5)
- Kim Mong E[26] — музика, аранжування, комп'ютерне програмування, цифрове редагування, бас, клавіатура, програмування на барабанах (композиція 6)
- TIME — музика, аранжування (композиція 7)
- Heon-Young Lee — комп'ютерне програмування (композиція 7)
- Jong-Sung Kim — гітара (композиція 2)
- Philip Kwon — гітара (композиція 3)
- Rakyong — гітара (композиція 6)
- Jeong Jae-Won[27] — гітара (композиція 8)
- Jiyoung Shin NYC — додаткова редактура (композиція 8)
- Yura Jeong — редагування вокалу (композиція 2)
- Kim Hye Kwang — редагування вокалу (композиція 5)
- YUE — редагування вокалу (композиції 3, 4, 7), запис (композиція 7)
- Sehee Um — запис (композиція 2)
- Minji Noh — запис (композиції 2, 5, 6)
- Jung Mo Yeon[28] — запис (композиції 3, 8)
- Eun-Yi Hong — запис (композиції 3, 8)
- Kwak Jung-Shin[29] — запис (композиції 3, 7, 8)
- Hyejin Choi — запис (композиція 4)
- Shin Bong-won[30]  – зведення (композиція 1)
- Tony Maserati — зведення (композиція 2)
- James Krausse — зведення (композиція 2)
- Yoo Won Kwon — зведення (композиція 3)
- Hansu Jang — зведення (композиція 6)
- Ji Hoon Lee — зведення (композиція 7)
- Lee Tae-Sub[31] — зведення (композиціх 4, 5, 6, 8)
- Hongjin Lim — зведення (композиціх 4, 5, 8)
- Park Jung-Uh — освоєння (всі композиції, крім 2)
- Dale Becker — освоєння (композиція 2)
- Mandy Adams — освоєння/асистент (композиція 2)

## Формати
Альбом вийшов на фізичних носіях у двох версіях I am ver. і WHO ver. У цифровій версії альбому було лише сім композицій, восьма, «Mixtape#2», вийшла лише на фізичній версії альбому.

### Фізичний
| Стандарт                      |  | Попереднє замовлення |
| ----------------------------- |  | -------------------- |
| • Фотокнига                   |  | • Один плакат        |
| • CD-R диск                   |  | • Набір листівок     |
| • Три qr-фотокартки учасників |  | • Стікери            |
| • Один плакат                 |  |                      |

### Цифровий
| • Цифрове зображення обкладинки |
| • Сім цифрових композицій       |

## Чарти
| Чарти (2018–20)                           | Найвища позиція |
| ----------------------------------------- | --------------- |
| Франція French Download Albums (SNEP)     | 81              |
| Угорщина Hungarian Albums (MAHASZ)        | 29              |
| Японія Japanese Albums (Oricon)           | 34              |
| Південна Корея South Korean Albums (Gaon) | 3               |
| США Heatseekers Albums (Billboard)        | 15              |
| США World Albums (Billboard)              | 5               |

| Чарт (2018)                               | Найвища позиція |
| ----------------------------------------- | --------------- |
| Південна Корея South Korean Albums (Gaon) | 52              |

## Нотатки
1. 1 2 3 4 5 6 7  Тип А, В – для просування цього альбому Stray Kids використовували кілька візуальних концептів.
2. 1 2 3  Оригінально назва пишеться великими літерами.
3. ↑  3Racha стилізується як 3RACHA - мається на увазі, що всі учасники (Бан Чан, Чанбін, Хан) продюсерської команди брали участь.
4. ↑  У альбомів стандартної версії два різні візуальні оформлення. Загальний розмір 18 × 25,5 см. У фотокнизі друга сторінка випадкова (зображення одного з дев’яти учасників). CD диск має два різних візуальних оформленнях, як і обкладинка альбому. Фотокартки розміром 5,5 × 8,5 см розповсюджуються випадковим чином, трьох версій: SELF-PORTRAIT ver. (автопортрети учасників, одна з дев’яти), SELFIE ver. (селфі фото, одна з двадцяти семи), BEHIND ver. (фото учасників Типу А, одна з дев’яти). Плакат розміром 32 × 24 см з одним з учасників.
5. ↑  Крім стандартного наповнення в період попереднього замовлення можна було отримати набір листівок у двох варіантах розміром 10 ×15 см (п’ятнадцять листівок у наборі, розповсюджується випадковим чином), стікери, розмір 10 ×15 см, плакат розміром 76,5 × 52,5 см (груповий, один з трьох).